# ر. جاي ألين
ر. جاي ألين (بالإنجليزية: R. J. Allen)‏ هو لاعب كرة قدم أمريكي في مركز الدفاع، ولد في 17 أبريل 1990 في Old Bridge Township, New Jersey ‏ في الولايات المتحدة. لعب مع أورلاندو سيتي ونادي نيويورك سيتي.

## وصلات خارجية
- ر. جاي ألين على موقع الدوري الأمريكي (الإنجليزية)
- ر. جاي ألين على موقع قاعدة بيانات كرة القدم.إي يو (الإنجليزية)
- ر. جاي ألين على موقع Soccerbase.com (لاعب) (الإنجليزية)
- ر. جاي ألين على موقع Soccerway.com (الإنجليزية)
- ر. جاي ألين على موقع عالم كرة القدم.نت (الإنجليزية)
- ر. جاي ألين على موقع AS.com (الإسبانية)